# Amtsgericht Grimma

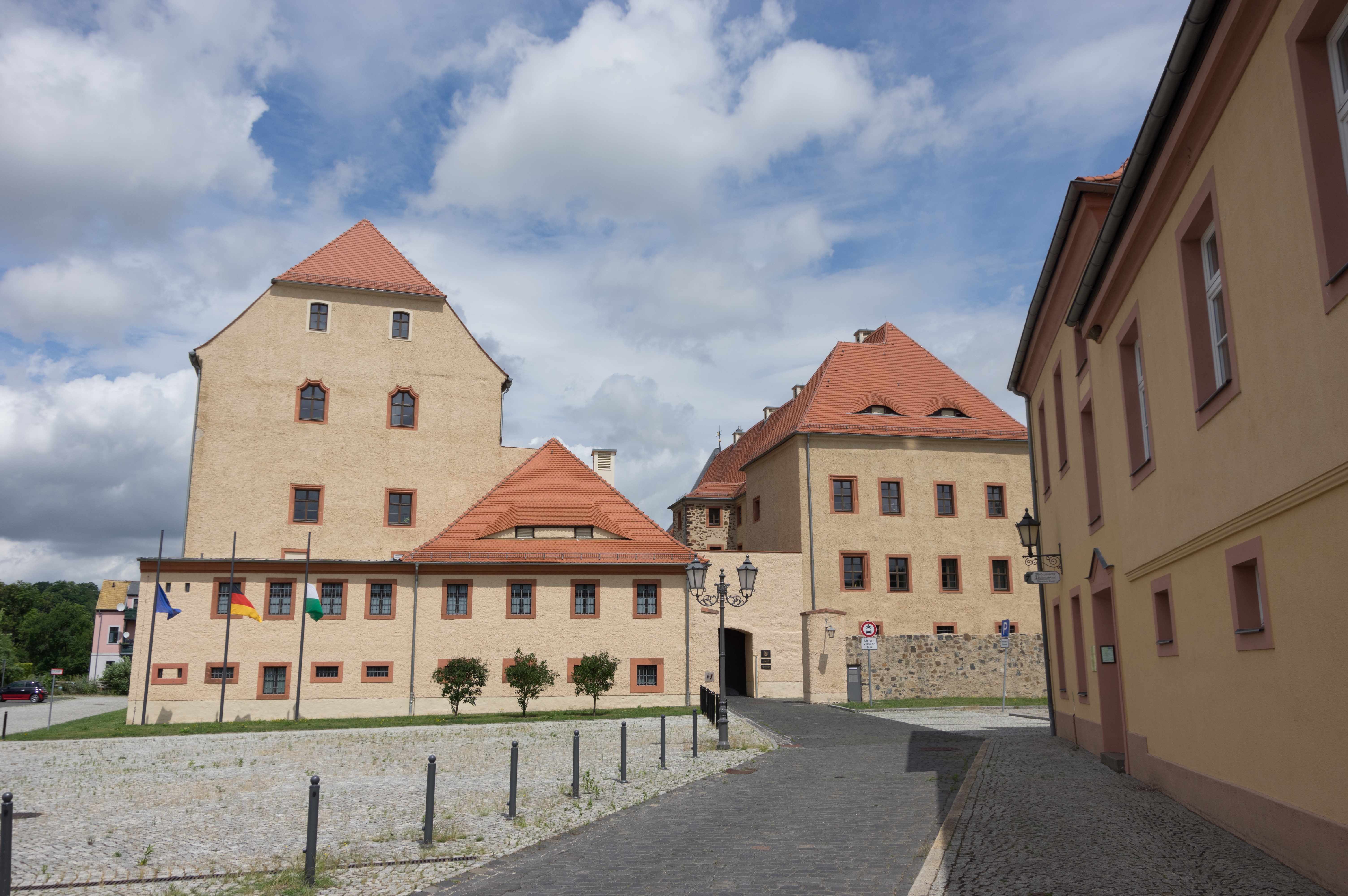
Gebäude des Amtsgerichtes Grimma in der Klosterstr. 9 (Schloss Grimma), 2017

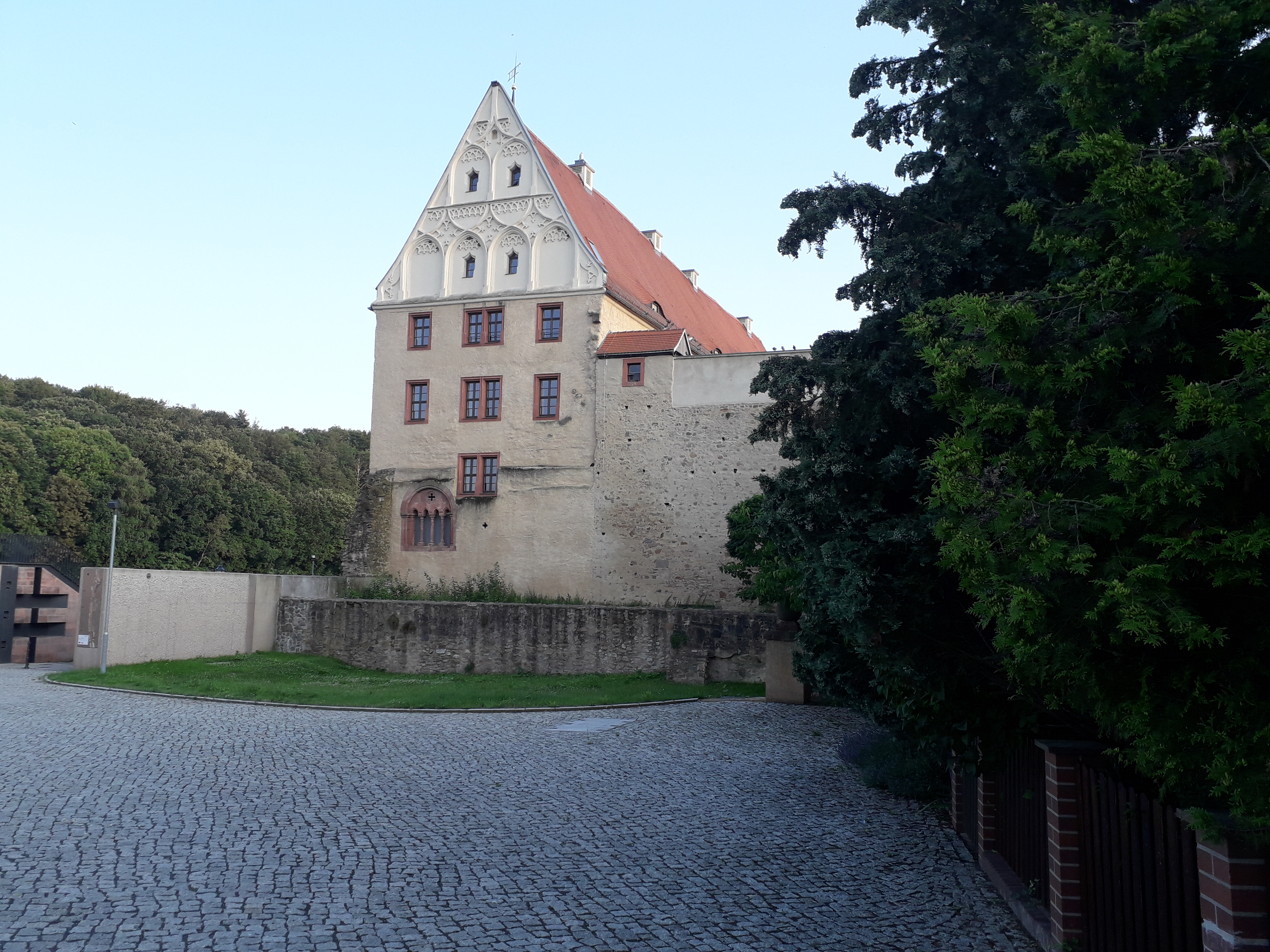
Fassade des Amtsgerichtes (Schloss Grimma), 2021

Das Amtsgericht Grimma ist ein Gericht der ordentlichen Gerichtsbarkeit und eines von insgesamt 25 Amtsgerichten im Freistaat Sachsen.

## Gerichtssitz und -bezirk
Sitz des Gerichtes ist Grimma. Das Gerichtsgebäude befindet sich in der Klosterstraße 9. Das Grundbuchamt sowie die Familien-, Nachlass-, Vormundschafts-, Vollstreckungs- und Vereinsregisterabteilung sind in der Leipziger Straße 91 untergebracht. Der Gerichtsbezirk umfasst den Bereich des ehemaligen Muldentalkreises (§ 1 Abs. 4, Anlage Nr. 12 Sächsisches Justizgesetz).

## Übergeordnete Gerichte
Dem Amtsgericht Grimma ist das Landgericht Leipzig unmittelbar übergeordnet. Das zuständige Oberlandesgericht hat seinen Sitz in Dresden.

## Geschichte
Von 1856 bis 1879 bestand in Grimma das Gerichtsamt Grimma als erstinstanzliches Gericht. Mit den Reichsjustizgesetzen wurde dieses Gericht aufgelöst und das Amtsgericht Grimma als Nachfolger des Gerichtsamtes eingerichtet. Das Amtsgericht Wurzen war eines von 15 Amtsgerichten im Bezirk des Landgerichtes Leipzig. Der Amtsgerichtsbezirk umfasste anfangs 37.442 Einwohner. Das Gericht hatte damals drei Richterstellen und war damals das zweitgrößte im Landgerichtsbezirk. Der Amtsgerichtsbezirk bestand aus Grimma mit einigen Vorwerken, Albrechtshain, Altenhain, Ammelshain, Bahren, Ballendorf, Beiersdorf, Belgershain, Bernbruch, Beucha, Böhlen, Borsdorf, Brandis, Bröhsen bei Döben, Burgberg, Cämmerei, Cannewitz, Deditz, Denkwitz, Döben (Grimma), Dorna, Eicha, Erdmannshain, Etzoldshain, Förstgen, Fuchshain, Gastewitz bei Mutzschen, Gerichshain, Glasten, Göttwitz, Golzern, Gornewitz, Grechwitz, Grethen, Großbardau, Großbothen, Großbuch, Großsteinberg, Grottewitz, Haubitz, Höfgen, Hohnstädt, Jeesewitz, Kaditzsch, Kleinbardau, Kleinbothen, Kleinpösna, Kleinsteinberg, Klinga, Köhra, Köllmichen mit Leipen, Kössern mit Amalienburg und den Forsthäusern, Lauterbach, Lindhardt, Lobschütz, Merschwitz, Mutzschen, Naundorf, Neichen, Nerchau, Nimbschen, Otterwitz mit Groitzsch, Pauschwitz, Pöhsig (Groß- und Klein-), Polenz, Pomßen mit Kleinpomßen, Posthausen, Prösitz, Ragewitz, Roda, Rodersdorf, Rohrbach, Schaddel, Schkortitz, Schmorditz, Seelingstädt, Seifertshain, Serla, Staudnitz, Threna, Treben, Thümmlitz, Wagelwitz, Walzig, Wednig, Wetteritz, Wolfshain, Würschwitz, Zaschwitz, Zöhda, Zeunitz, Zweenfurth und dem Glastener (anteilig), Naunhofer (anteilig) und Großbothener Forstrevier einschließlich der Landesschulwaldung sowie die Wüste Mark Wenigglasten.
Im Jahre 1943 wurde das Amtsgericht Wurzen kriegsbedingt zur Nebenstelle des Amtsgerichtes Grimma umgewandelt. Lediglich die Aufgaben der Freiwilligen Gerichtsbarkeit verblieben in Wurzen.
Mit der Verordnung zur Änderung von Gerichtsbezirken im Lande Sachsen vom 5. Mai 1951 wurden die Gerichtsbezirke in der DDR an die Landkreise angepasst. Der Sprengel des Amtsgerichtes Grimma war damit der Kreis Grimma. Mit dem Gerichtsverfassungsgesetz vom 2. Oktober 1952 wurde das Amtsgericht Grimma in der DDR aufgehoben und das Kreisgericht Grimma an seiner Stelle eingerichtet. Gerichtssprengel blieb der Kreis Grimma.
Nach dem Zusammenbruch der DDR wurde mit dem Gesetz über die Organisation der Gerichte im Freistaat Sachsen vom 30. Juni 1992 eine neue Gerichtsorganisation eingeführt. Damit wurde das Amtsgericht Grimma neu eingerichtet.